# Ciocan geologic

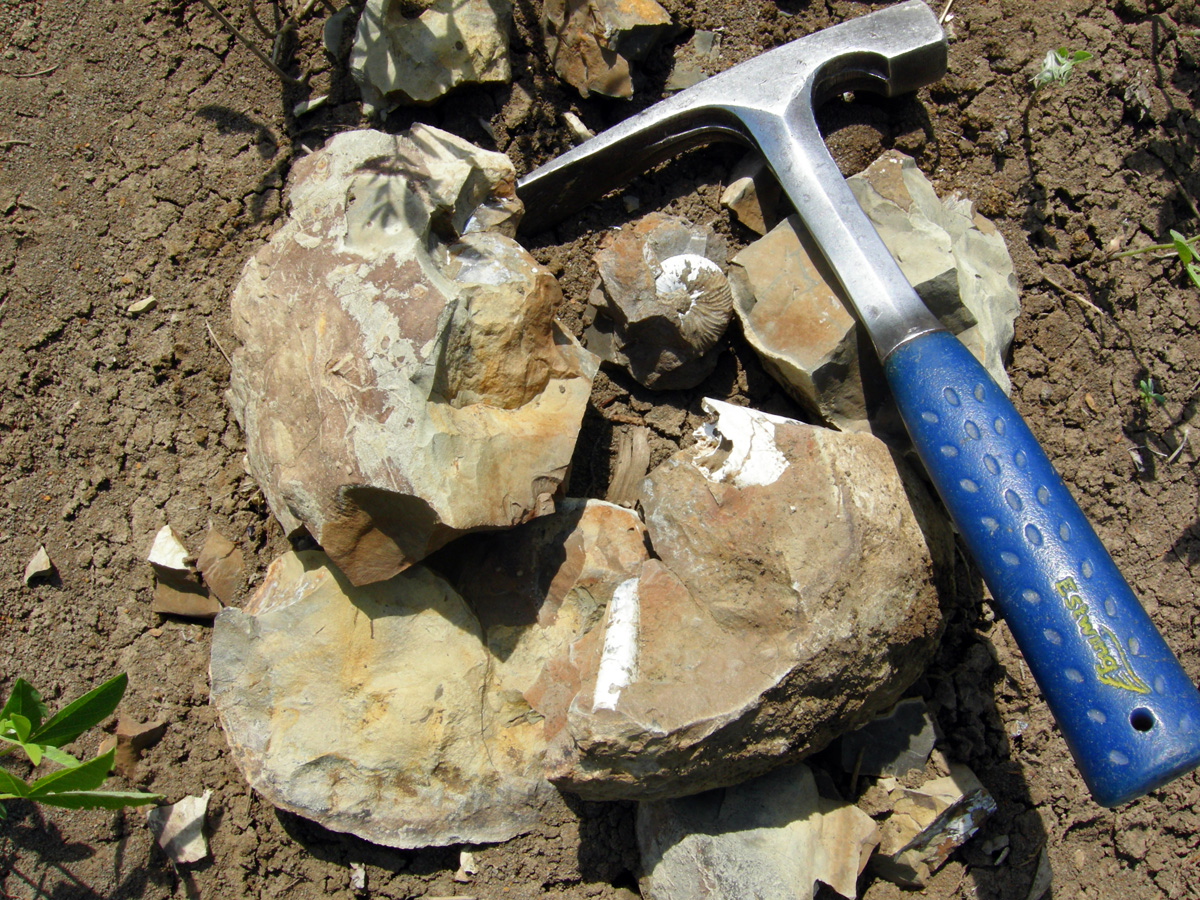
Un ciocan geologic

Ciocanul geologic este un instrument cu ajutorul cărora sunt sparte rocile pentru a le cerceta în spărtură proaspătă, sau se poate curăța pătura de alterare de pe suprafața deschiderilor minerale.